# Fabio Pedrina

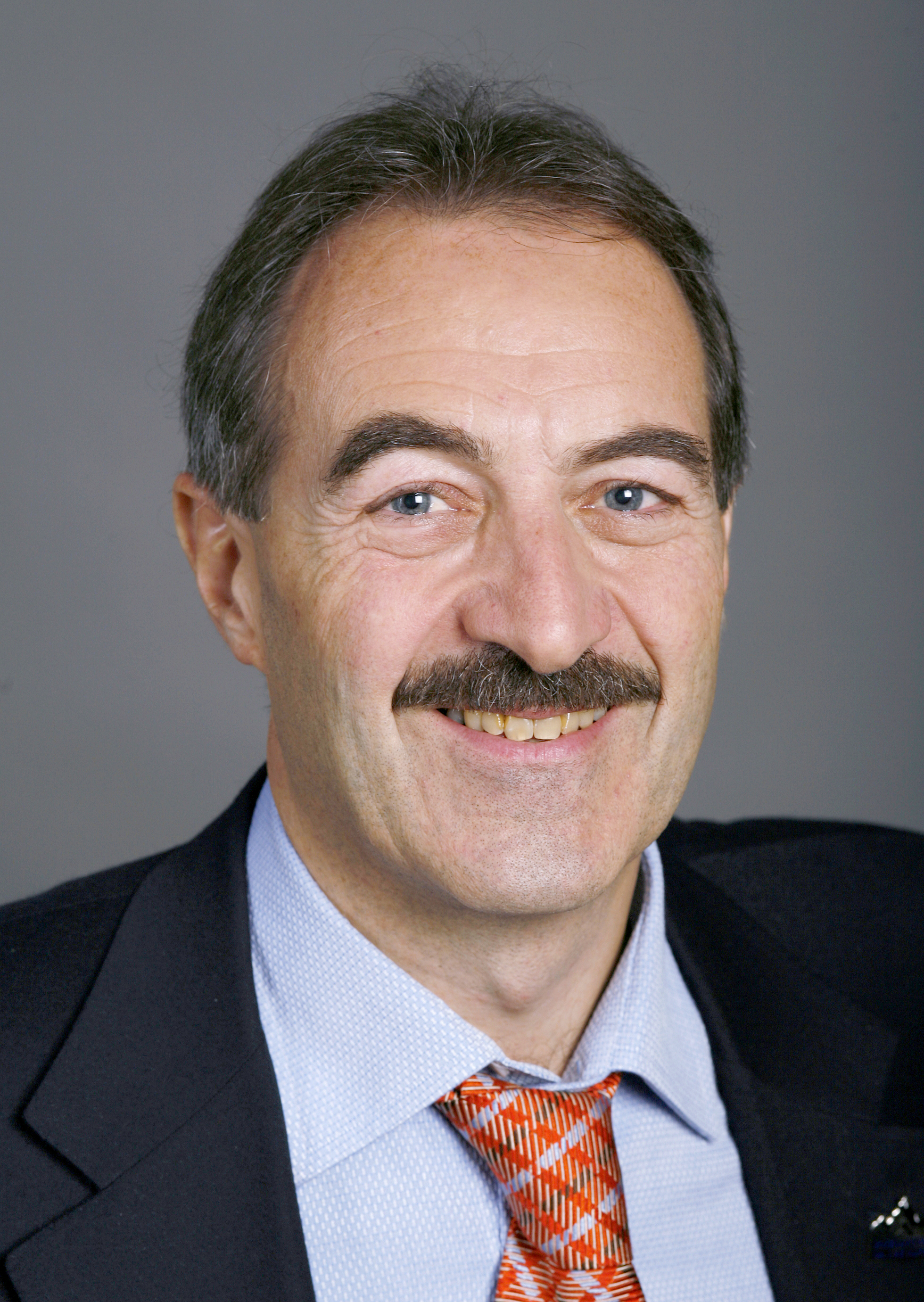
Fabio Pedrina

Fabio Pedrina (* 27. November 1954 in Faido) ist ein Schweizer Politiker (SP) und alt-Nationalrat.

## Werdegang
Pedrina war von Mai 1976 bis April 1996 in der Legislative der Gemeinde Airolo und von April 1999 bis September 2000 im Kantonsparlament des Kantons Tessin. Von 1999 bis 2011 war er Nationalrat. Als solcher war er u. a. Mitglied in der Kommission für Verkehr und Fernmeldewesen, der Redaktionskommission und der Delegation zur Pflege der Beziehungen mit dem Italienischen Parlament.
Fabio Pedrina war ausserdem von 2000 bis 2014 Präsident des Vereins Alpen-Initiative, sein Nachfolger ist Jon Pult.
Pedrina wohnt in Airolo. Er ist verheiratet und hat drei Kinder. Im Militär hat er den Dienstgrad eines Soldaten.